# Aconitum aberratum
Aconitum aberratum  är en ranunkelväxt som beskrevs av Georges P. Grintescu. Aconitum aberratum ingår i släktet stormhattar, och familjen ranunkelväxter.
Inga underarter finns listade i Catalogue of Life.